# 2015년 이들리브주 공세
2015년 이들리브 주 공세는 시리아 내전 기간 반정부군이 시작한 이들리브 주의 5번째 공세 작전이다. 이 공세는 마스토마 주변의 군사 기지와 검문소를 중심으로 진행되고 있다.

## 배경
3월 24일, 반정부군이 4일간의 전투 이후 이들리브를 점령했으며, 카파랴와 알푸아를 포위했다. 시리아 정부군은 도시 남부에서 진열을 재정비했으며, 반군에 대한 공격을 준비했다.

## 반정부군의 공세
3월 28일부터 30일까지 반군 15명을 포함한 37명이 정부군의 이들리브 도시 공습으로 사망했고, 화학무기 공격도 진행되었다고 발표했다.
4월 2일, 반정부군이 이들리브에서 퇴각한 정부군 대부분이 머물고 있는 마스토마 및 군사 기지 점령 작전을 시작하면서 이 지역으로 진출했다. 다음 날 반정부군이 3개 축으로 공세를 강화하면서 마스토마 지역에서 추가로 진군했다. 이 공격 도중 장갑차 2대가 파괴되었다. 밤중에는 반정부군이 마스토마 일부 지역을 점령했다. 반정부군에 따르면, 여단 준장 에마드 이브라힘이 전투 도중 전사했다고 밝혔다.
4월 4일에는 마스토마 근처에서 포위된 정부군을 지원하기 위해 아리하에 "카와르 니미르" 여단이 도착했다고 밝혔다. 시리아 정부군은 반정부군에게 마스토마가 함락되었다는 것을 부인했다.
4월 5일, 저널리스트 핫산 모르타다는 마스토마 도시가 시리아 육군이 완벽하게 장악하고 있다는 내용의 내부 영상 및 사진을 공개했다. 한 정부에 따르면, 반정부군의 마스토마에 대한 "전면적인 공세"로 약 50~450명이 사망했다고 밝혔다. 시리아 인권관측소(SOHR)에서는 정부군이 6명 사망했다고 밝혔다. 또한, 반정부군에서는 반군의 공세가 격퇴되었다고 발표했다. 더욱 강력한 2차 공세가 4월 6일 밤 즈음 시작되었다고 밝혔다.